# Семёнова, Маргарита Александровна
Маргарита Александровна Семёнова (27 июня 1989) — российская футболистка, защитница, известная по выступлениям в мини-футболе. Игрок сборной России по мини-футболу.

## Биография
В большом футболе в 2006—2007 годах играла в высшей лиге России за клуб «Аврора» (Санкт-Петербург). Включалась в заявку в качестве полузащитника и нападающего. Вызывалась в молодёжную сборную России (до 19 лет), где провела не менее 4 официальных матчей.
Более 10 лет в составе «Авроры» выступала в соревнованиях по мини-футболу, была капитаном команды. Играла на позиции защитника. Неоднократная чемпионка (2009/10, 2013/14, 2015/16, 2017/18) и призёр чемпионата России, обладательница (2009/10, 2015/16, 2017/18) и финалистка Кубка России. Лучший бомбардир чемпионата России 2015/16 (24 гола). Много лет выступала за сборную России, участница чемпионатов мира (2012—2015), в том числе серебряный призёр 2015 года и бронзовый призёр 2013 года.
Бронзовый призёр чемпионата Европы 2019 года.